# Peter Warschow
Peter Warschow, auch Warskow (* um 1417 in Greifswald; † 1486 ebenda) war Bürgermeister von Greifswald.

## Leben
Peter Warschows Kindheit und Jugend liegen im Dunkeln. Am 17. Oktober 1437 immatrikulierte er sich an der Universität Rostock, die sich zu dieser Zeit in Greifswald befand.
1442 erbte er das Haus seines Vaters in der Greifswalder Knopfstraße. 1463 wurde er als Nachfolger des ermordeten Heinrich Rubenow zum Bürgermeister ernannt. 1480 gab er sein Amt aus Altersgründen auf.

## Testament und Stiftung
Warschow vermachte in seinem Testament Grundbesitz von 1111 Morgen und ein Grundstück in der damaligen „Vyßstraten“ an eine zu errichtende Stiftung. Der Kapitalertrag der Stiftung sollte der sozialen Absicherung der „armen Jungfruwen“ aus den vier Gewerken Schmiede, Schumacher, Schneider und Pelzer/Kürschner dienen. Die von der Stiftung gestellte Aussteuer sollte die Töchter der Zunftmitglieder in die Lage versetzen, ohne die Gefahr der Verarmung heiraten zu können. Außerdem schrieb das Testament eine Collation (Festveranstaltung mit Rechenschaftsbericht) zur Memoria des Stifters und deren programmatischen Ablauf vor.
Das Testament selbst und begleitende Urkunden sind seit dem 18. Jahrhundert verschollen, da sie vermutlich ein Opfer des Stadtbrands vom 1./2. März 1713 wurden. 1726 wurde ein Exzerpt zur Klärung der Stiftungsaufsicht vorgelegt.
Um die Wende zum 20. Jahrhundert betrug das Vermögen 20 pommersche Morgen Acker und 8.361 Mark Barkapital. Die Pacht bzw. Zinseinnahmen sind mit 1.063,78 Mark beschrieben.
1952 erfolgte die Zusammenlegung der Peter-Warschow-Stiftung mit vier weiteren Stiftungen und 1956 mit den dann noch bestehenden Stiftungen, Conventen und Hospitälern in Greifswald – mit Ausnahme der Johanna-Odebrecht-Stiftung, die selbständig blieb. Insgesamt sind 72 Einzelstiftungen in die bis heute bestehende Peter-Warschow-Sammelstiftung eingegangen, der seit 1990 auch wieder ihr umfangreiches Vermögen an Immobilien zurückübertragen wurde.